# Lac des Huats
Le lac des Huats  est un  lac pyrénéen français situé administrativement dans la commune de Cauterets dans le département des Hautes-Pyrénées en région  Occitanie.
Le lac a une superficie de 4 ha pour une altitude de 1 666 m, il atteint une profondeur de 1 m.

## Toponymie
En occitan, huat  signifie soit un terrain marécageux soit une mare soit un lac en voie de régression.

## Géographie
Administrativement, il se trouve dans le territoire communal de Cauterets, département des Hautes-Pyrénées, région Occitanie en Lavedan dans la vallée de Gaube.

### Topographie
Le lac se situe à mi-chemin du Pont d'Espagne (au nord) et du lac de Gaube (au sud) et entre le pic de Gaube (2 377 m) à l’ouest et le pic de Labasse (2 284 m) à l’est.

Le lac a une profondeur de 1 mètre, une surface de 0.4 hectare et plus de 500 mètres de berges.

### Hydrologie
Il est alimenté par le gave des Oulettes de Gaube. C’est un petit lac de couleur turquoise qui est en fait une tourbière.

## Histoire
Le lac du huats est connu pour ces truites fario où la pêche est devenu tradition.

Au mois de Mars 2012, un grand pécheur de Igon (Sebastien Ladagnous ) a réussi en une seule matinée, a péché 3 vairons, 1 truite fario qu’il a dû relâcher car elle ne faisait pas la passe . Une performance toujours pas battue depuis le 6 Mars 2012 . Une statue à même été érigé en sa faveur  

## Protection environnementale
Le lac est situé dans le parc national des Pyrénées.

## Voies d'accès
Accessible en moins d’une heure de marche à travers les pins (montée 200 mètres) depuis le pont d'Espagne, il est très facile d'accès.